# Dais cotinifolia

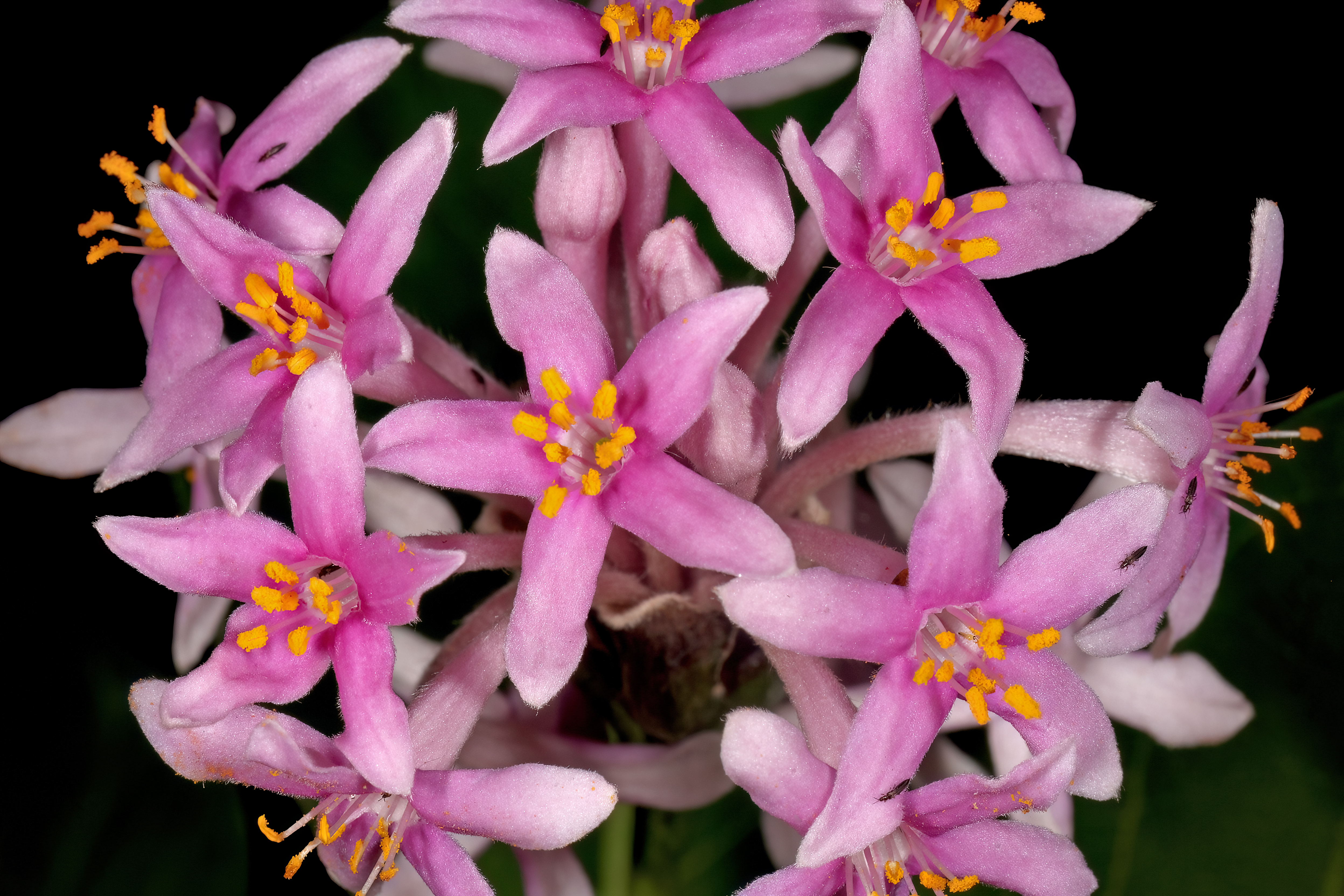
Blüten

Dais cotinifolia oder der Pomponbaum ist eine Pflanzenart in der Familie der Seidelbastgewächse aus Südafrika, Lesotho, Tansania, Malawi und Zimbabwe.

## Beschreibung
Dais cotinifolia wächst als halbimmergrüner bis laubabwerfender, reich verzweigter und schnellwüchsiger Strauch oder keiner Baum bis über 8 Meter hoch.
Die kurz gestielten Laubblätter sind meist gegen- oder wechselständig an den Zweigenden. Sie sind leicht ledrig, ganzrandig, kahl, bis etwa 4–12 Zentimeter lang, elliptisch bis eiförmig oder verkehrt-eiförmig und spitz oder bespitzt bis abgerundet oder stumpf. Die Nebenblätter fehlen.
Dais cotinifolia ist tristyl, also mit drei verschiedenen Blüten mit unterschiedlich langen Griffeln und Perianth. Es werden dichte, endständige und vielblütige, pomponförmige Köpfchen mit meist 4, bis zu 6, dachigen, später steifledrigen Tragblättern, einer beständigen Hülle gebildet. Die duftenden, stieltellerförmigen, fünfzähligen Blüten sind zwittrig, rosa, lila oder weiß mit einfacher Blütenhülle, die Kronblätter fehlen. Der petaloide Kelch ist bis 3 Zentimeter lang und die ausladenden, länglichen, mehr oder weniger behaarten Zipfel sind bis 1 Zentimeter lang. Die lange, schmal trichterförmige Kelchröhre ist vor allem außen und innen seidig behaart sowie leicht gebogen. Es sind 10 kurze Staubblätter in zwei ungleichen, versetzten Kreisen am Schlund vorhanden. Der einkammerige, an der Spitze behaarte Fruchtknoten ist oberständig mit langem Griffel mit kugeliger Narbe. Es ist ein Diskus vorhanden. Wenn die Blüten abwelken biegen sie sich zurück nach unten und sind später im verwelkten Zustand stark behaart.
Es werden kleine, einsamige und mehr oder weniger behaarte Nüsschen im beständigen, dicht behaarten, später abfallenden Kelch gebildet. Später stehen sie zu mehreren zusammen auf dem Blütenstandsboden, mit den ledrigen, beständigen Hüllblättern. Die kleinen Samen sind schwarz.

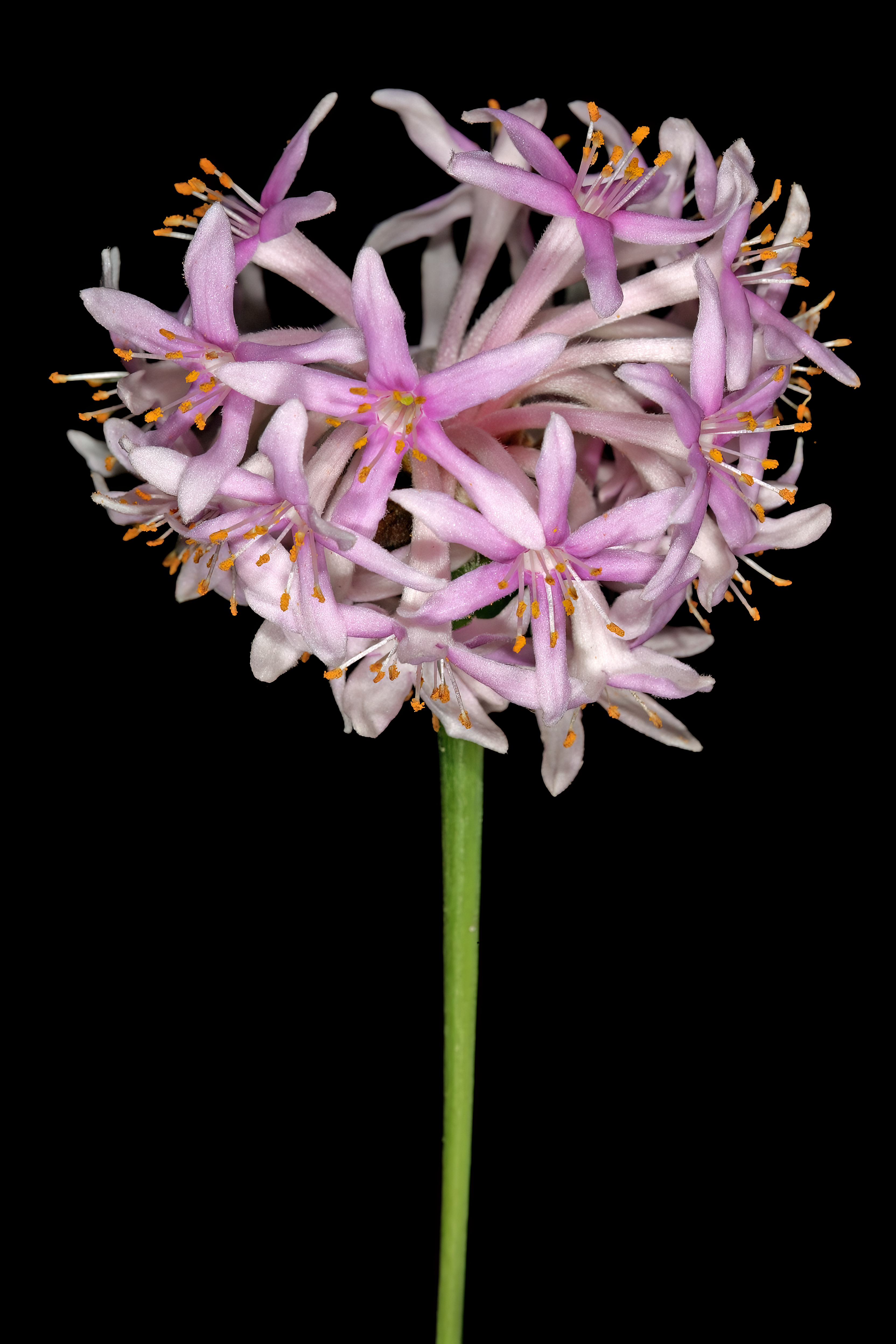
Blütenstand
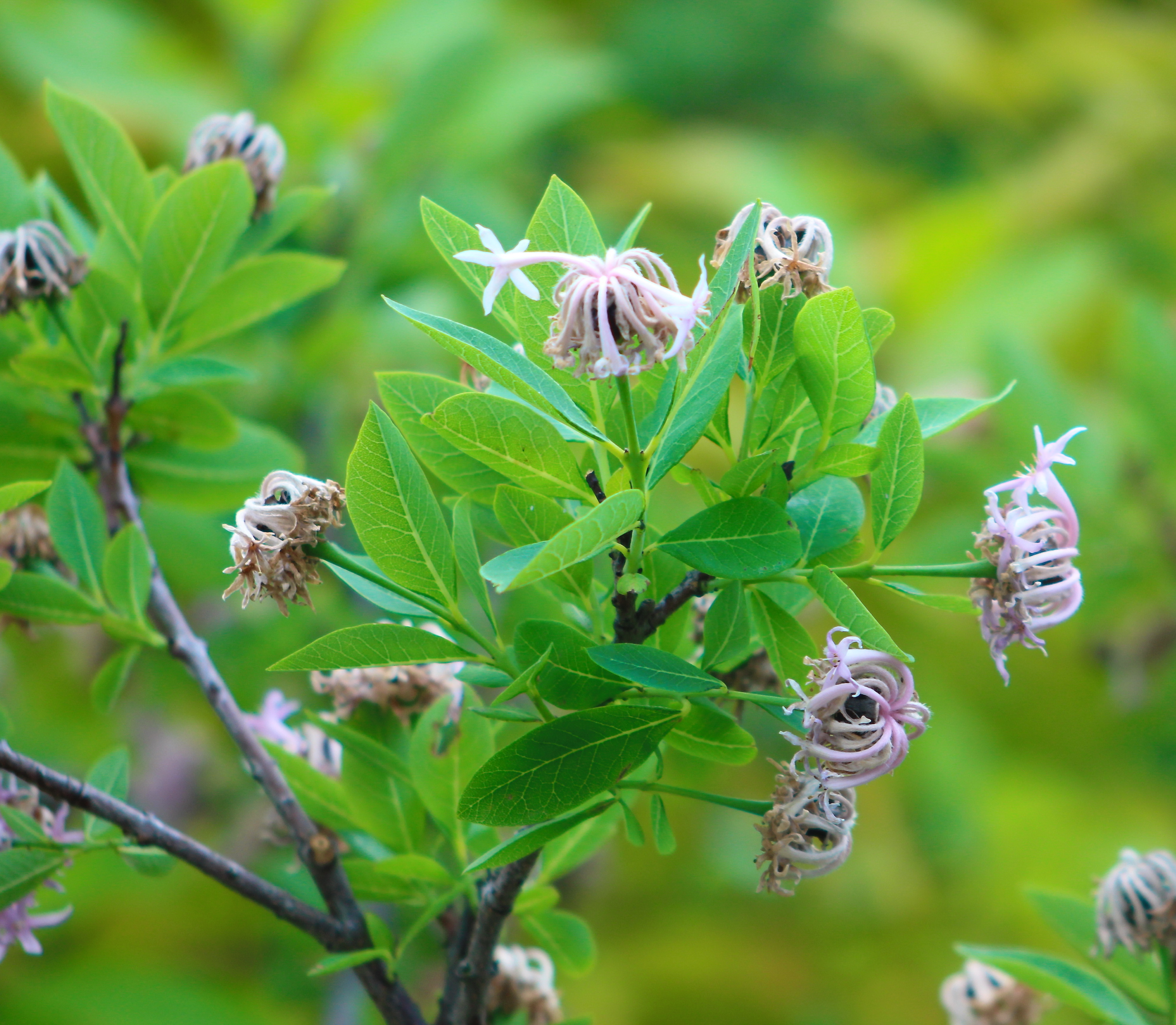
Abwelkende Blütenstände
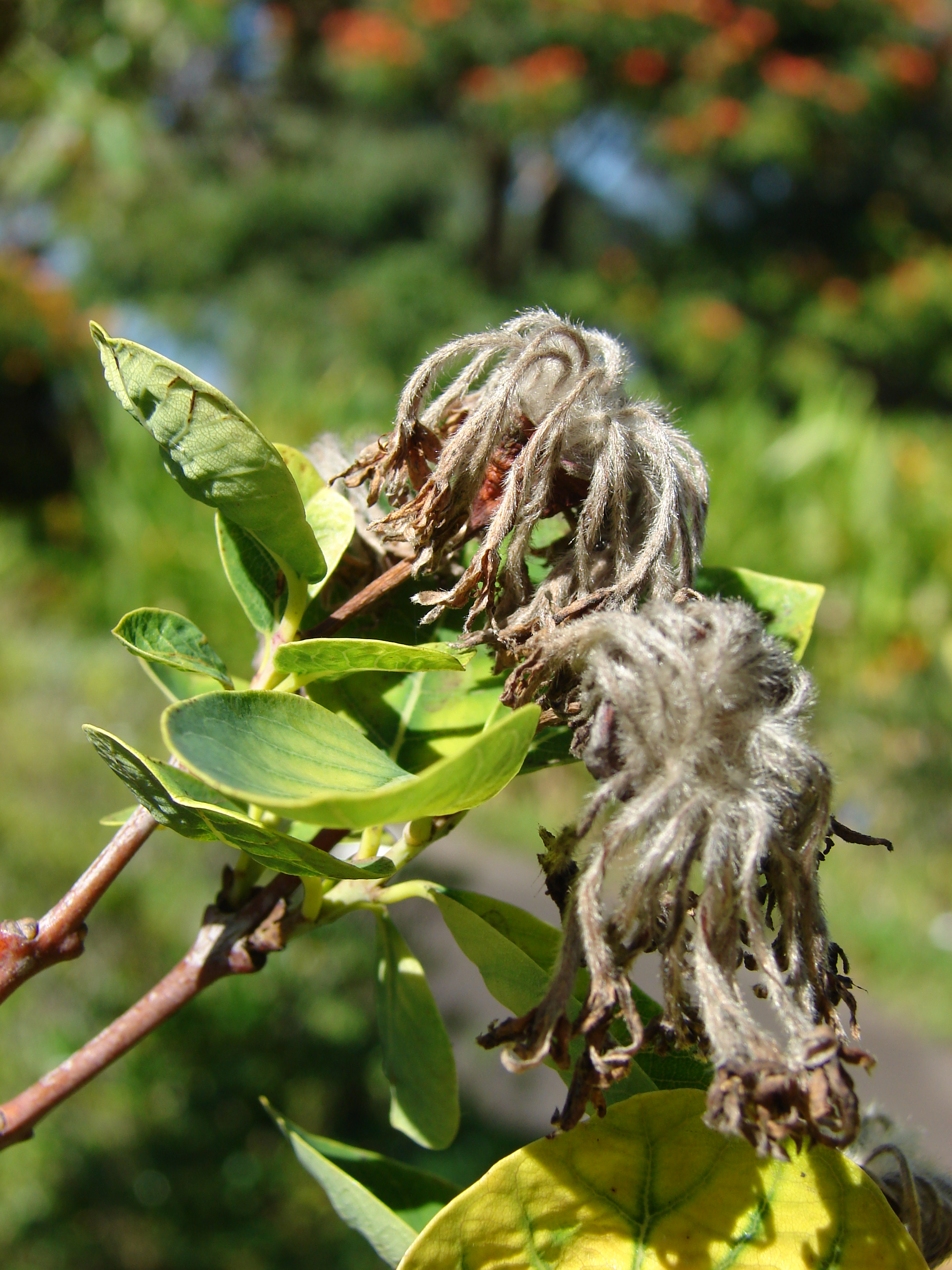
Verwelkter Blütenstand, die jetzt stark behaarten Blüten fallen dann ganz ab
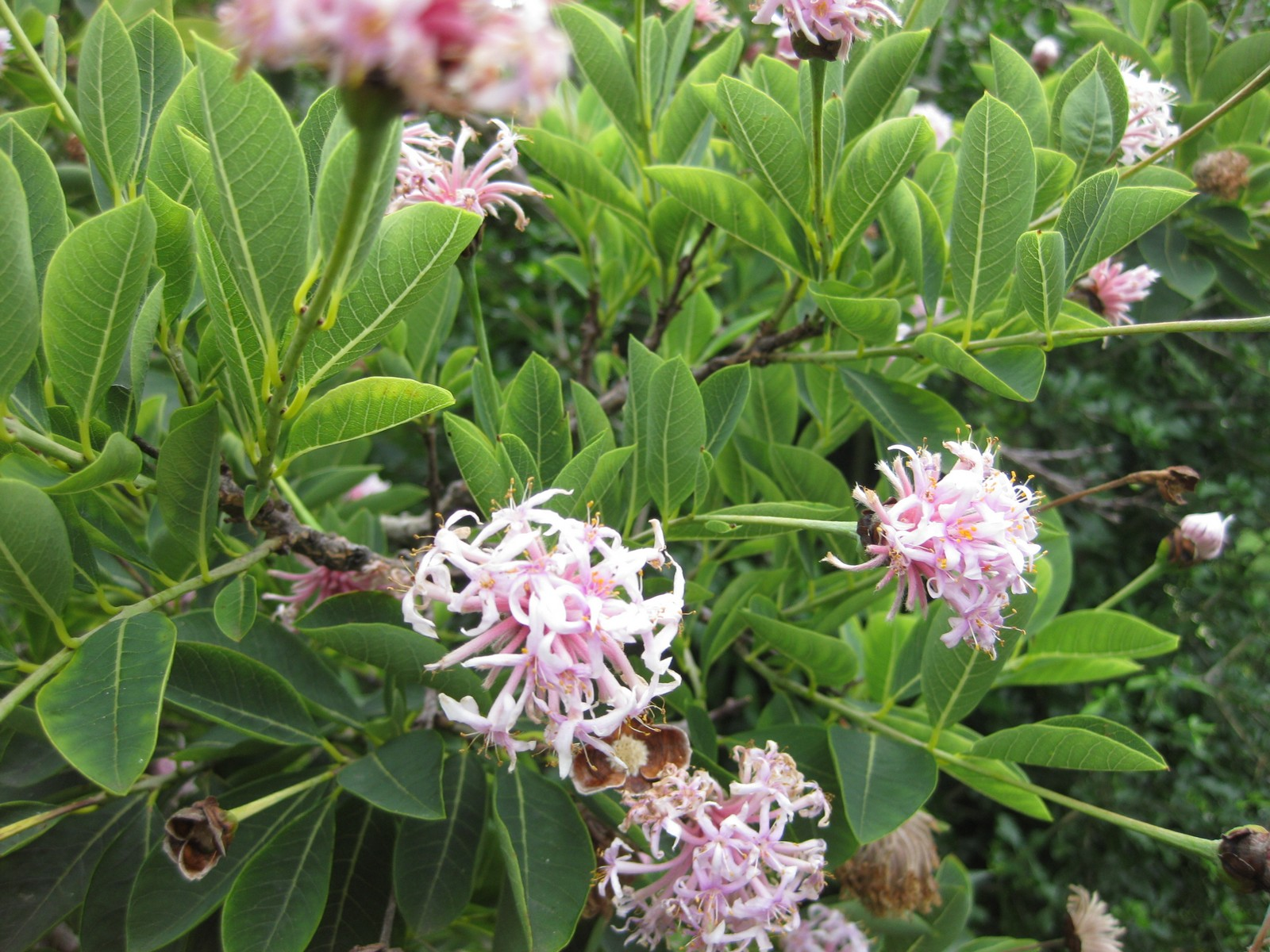
Unten mittig und links Fruchtstände bei denen die Blüten abgefallen sind, mit den Früchten im Zentrum und den beständigen Hüllblättern